# Koroptev sumaterská
Koroptev sumaterská (Arborophila orientalis) je druh bažantovitého ptáka, který se endemicky vyskytuje v horských lesích nejvýchodnější Jávy. V širším smyslu zahrnuje i samostatné druhy Arborophila campbelli, Arborophila rolli a Arborophila sumatrana, z nichž A. sumatrana žije právě na Sumatře.

## Systematika
Druh popsal americký přírodovědec Thomas Horsfield v roce 1821. Koroptev sumaterská se řadí do početného rodu východoasijských a jihoasijských koroptví Arborophila. Jedná se o monotypický taxon, tzn. netvoří žádné poddruhy. Jméno rodu Arborophila pochází z latinského arbor, arboris („strom“) a řeckého philos („milující“). Druhové jméno orientalis znamená „východní“.

## Rozšíření a populace

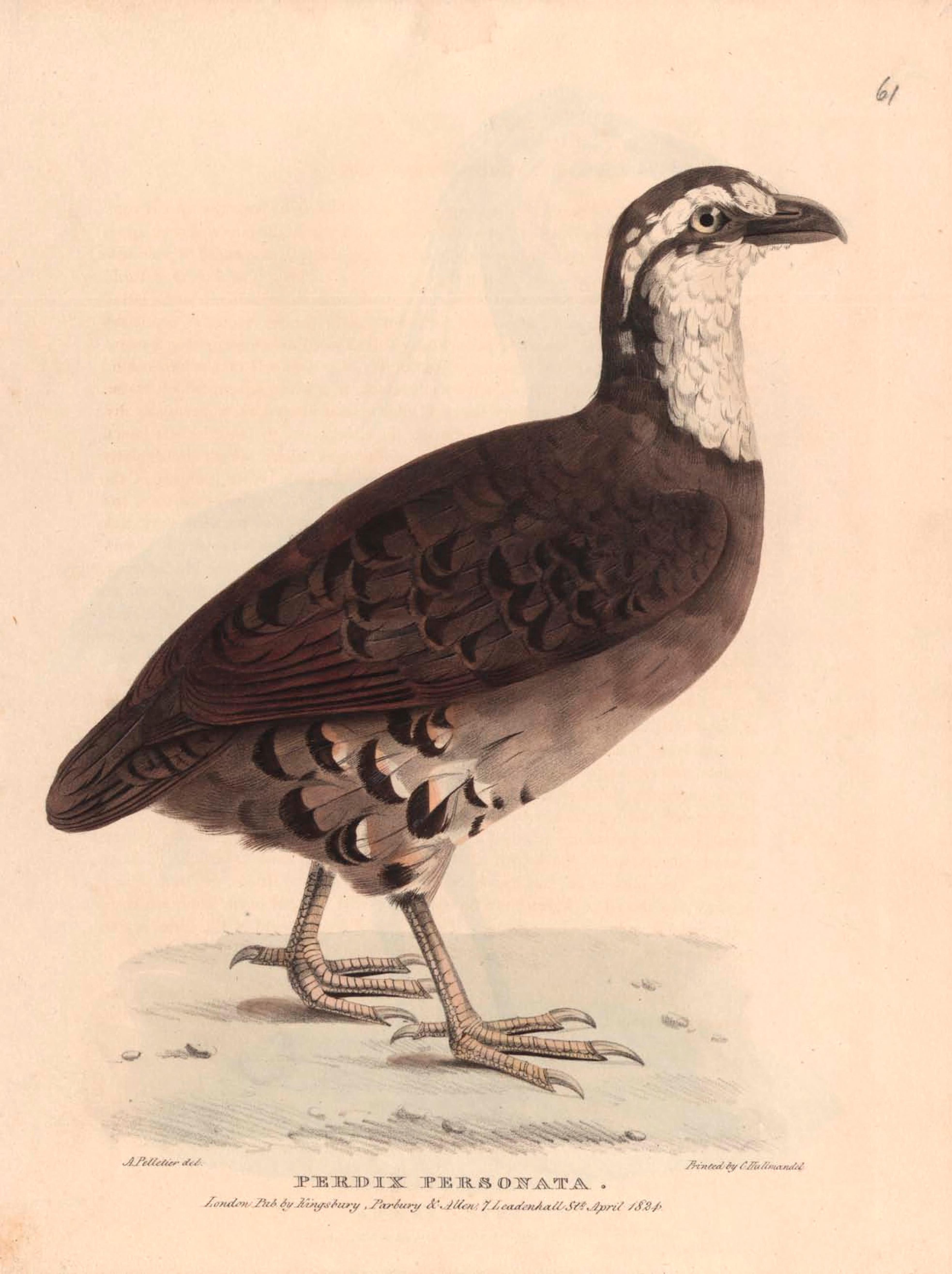
Ilustrace z roku 1824

Výskyt druhu je vázán na východní část horských lesů východní Jávy od vrchoviny Yang (Yang Highlands) na východ. Na západ od této vrchoviny ekologickou niku druhu nahrazuje příbuzná koroptev jávská (Arborophila javanica). Historická oblast rozšíření druhu má pouze 7000 km². Následkem odlesňování Jávy se areál výskytu druhu zmenšil na méně než 2500 km². Celková populace druhu se v roce 2017 odhadovala v širokém rozptylu 10 000–20 000 dospělých jedinců.

## Popis
Dosahuje délky 28 cm. Jak už druhový název napovídá, koroptev sumaterská má výrazné bílé hrdlo, které ne hrudi postupně přechází do hnědošedé. Bílá je i hlava, uzdičky a strany krku. Korunka a šíje jsou černé. Postranní části hrudi a boky jsou šedé s občasným nepravidelným černým pruhováním. Podocasní krovky jsou převážně bílé. Svrchní partie jsou bledě hnědé s tmavým pruhováním. Ramenní perutě spolu s ramenními letkami a křídelními krovkami mají kaštanově zbarvené vnější okraje per a výrazné černé skvrny. Zobák je červenohnědý, duhovky světle červenožluté. Kůže na tvářích je červená a v dospělosti pokrytá jemným opeřením. Samice jsou o něco světlejší a menší než samci.

## Biologie
O biologii druhu toho není příliš známo. Vyskytuje se v horských pralesích v nadmořských výškách 500–2200 m n. m. Hlasově se projevuje stejnonotým pískáním, načež následují zdvojené píšťalkové cvrlikání ut-ut, ut-ut, ut-ut, které stoupá na hlasitosti. K hlasovému projevu často dochází v duetu.

## Ohrožení
Mezinárodní svaz ochrany přírody hodnotí druh jako zranitelný. Populace koroptví sumaterských je na poměrně rychlém ústupu následkem neutuchajícího odlesňování Jávy, pokračující degradaci habitatu i lovu místními obyvateli, kteří koroptve loví na maso. S koroptvemi sumaterskými se občas i obchoduje, avšak zdaleka ne tak často jako s koroptvemi jávskými.